# ファーンバラFC
ファーンバラ・フットボールクラブ（Farnborough Football Club）はイングランド、ハンプシャー、ファーンバラを本拠地とするサッカークラブチームである。2017-2018シーズンはサザンフットボールリーグ・プレミアディヴィジョン（7部相当）に所属。

## タイトル

### 国内タイトル
- サウザンプレミアフットボールリーグ・プレミアディヴィジョン:1回

2009-2010
- サウザンリーグ・ディヴィジョン1・サウス＆ウェスト:1回

2007-2008

### 国際タイトル
- なし

## 過去の成績
- 2007-2008

サウザンプレミアフットボールリーグ・ディヴィジョン1・サウス&ウェスト 1位 昇格
- 2008-2009

サウザンプレミアフットボールリーグ・プレミアディヴィジョン 2位
- 2009-2010

サウザンプレミアフットボールリーグ・プレミアディヴィジョン 1位 昇格

## 歴代所属選手
- ポール・パーカー 1997
- マイケル・カイトリー 2004-2005
- ジェームズ・ヤングハズバンド 2008
- サイモン・ムーア 2008-2009
- ジェイミー・スラッバー 2014